# Công bộc của dân
Công bộc của dân hay đầy tớ của dân là một triết lý lãnh đạo trong đó trách nhiệm và nghĩa vụ của người lãnh đạo, hoặc mở rộng là của cán bộ, công chức, viên chức nhà nước, là phụng sự. Theo từ điển Hán Việt Thiều Chửu, công (公) có nghĩa của chung, bộc (僕) có nghĩa đầy tớ. Cụm từ "công bộc của dân" có thể được hiểu là "người đầy tớ chung của dân".

## Lịch sử
Trên thế giới, khái niệm viên chức nhà nước là công bộc của dân (trong tiếng Anh là "servant of the people" có nguồn gốc từ tiếng Latinh "servus" có nghĩa là nô lệ) đã có từ rất lâu, trong quan niệm của người Mỹ, đạo Hồi. Khái niệm này có lẽ đã được bắt nguồn từ nền dân chủ đầu tiên - dân chủ Athena - tại Hy Lạp thời cổ đại.
Kautilya (hoặc còn viết là Chanakya hoặc Chanaka), nhà hiền triết Ấn Độ viết trong cuốn sách Arthashastra ("Luận về bổn phận" mà một số tác giả nước ngoài thường dịch là "Khoa học chính trị") của ông vào thế kỷ thứ 4 trước công nguyên:
"Vua chúa (người lãnh đạo) nên tìm hiểu cho tốt, không phải về những gì ông ta muốn, mà người dưới quyền ông ta muốn gì"
Vua chúa (người lãnh đạo) là một đầy tớ được trả lương và chia sẻ tài nguyên quốc gia chung với mọi người" .
Ở phương Đông, cách nay hơn hai ngàn năm, Khổng Tử đã viết trong Thiên "Thái Thệ" của "Kinh Thư":"Trời không có mắt có tai, dân nhìn tức là trời nhìn, dân nghe tức là trời nghe". Theo ý này, Mạnh Tử đã giảng giải "ý dân là ý trời" và từng đưa dân lên trước cả "xã tắc" và "vua": "dân vi quý, xã tắc thứ chi, quân vi khinh".. Liễu Tôn Nguyên thời nhà Đường mời rượu tiễn bạn là Tiết Tồn Nghĩa đi làm quan, khuyên rằng: "Phàm ra làm quan ở hạt nào, phải biết chức phận của mình là người làm việc cho dân, chứ không phải sai dân làm việc cho mình. Dân ở trong hạt đã chịu nộp thuế, để lấy tiền thuê quan giữ sự công bình cho dân, mà nay, ngán thay, thiên hạ ra làm quan, tiền thuế của dân thì biết lấy cả, còn công việc của dân thì trễ biếng, thường khi lại dụng tâm ăn cắp của dân nữa...".
Ở phương Tây, khái niệm "người lãnh đạo là người đầy tớ phục vụ" (Servant leadership) này được phổ biến đầu tiên qua sự truyền bá của đạo Thiên Chúa giáo. Trong Tân Ước có viết: 
"Nhưng Đức Giêsu gọi các ông lại và nói: "Anh em biết, người được coi là thủ lĩnh các dân thì lấy quyền mà thống trị dân, những người làm lớn thì dùng uy mà cai quản dân. Nhưng giữa anh em thì không phải như vậy: Ai muốn làm lớn giữa anh em, thì phải làm người phục vụ anh em, và ai muốn làm đầu anh em thì phải làm đầy tớ mọi người. Cũng như Con người đến không phải để được người ta phục vụ nhưng là để phục vụ và hiến mạng sống làm giá chuộc muôn người" (Phúc âm Matthew Mt 20,25-28; xem Phúc âm Mark Mc 10,42-45).
Nhà công nghiệp Mỹ Rockefeller cũng nói, và câu văn này được khắc tại Rockfeller Centre:
"Tự do ngự trị trong các giá trị (quyền) tối cao của cá nhân, trong một chính phủ là đầy tớ của mọi người, không phải chủ nhân của họ, và trong một xã hội mà trong đó mọi người đều có cơ hội để sống, nhưng trong đó không ai nợ ai (đều bình đẳng)" 
Trong thời hiện đại, khái niệm này được Robert Greenleaf định nghĩa và mở rộng trong bài Essentials of Servant Leadership và cuốn sách Servant Leadership (1977).

## Theo quốc gia

### Việt Nam
Tại Việt Nam, trước Cách mạng tháng Tám, dưới sự quản lý qua các thời kỳ của các nhà nước phong kiến khái niệm "công chức nhà nước" được hiểu bao gồm quan lại và quân lính dưới quyền. Trong thời kỳ nào cũng có quan thanh liêm và quan tham.
Sau Cách mạng tháng Tám, nhà nước Việt Nam được thành lập, khái niệm cán bộ, công chức, viên chức nhà nước được ra đời. Theo tư tưởng của Chủ tịch Hồ Chí Minh, cán bộ, công chức nhà nước là người công bộc của dân
Trong thư gửi "Ủy ban Nhân dân các kỳ, tỉnh, huyện và làng" được đăng trên báo Cứu quốc số ra ngày 17 tháng 10 năm 1945, Chủ tịch Hồ Chí Minh viết: "Chúng ta phải hiểu rằng, các cơ quan của Chính phủ từ toàn quốc cho đến các làng, đều là công bộc của dân, nghĩa là để gánh vác việc chung cho dân chứ không phải để đè đầu dân như trong thời kỳ dưới quyền thống trị của Pháp, Nhật. Việc gì lợi cho dân, ta phải hết sức làm. Việc gì hại đến dân ta phải hết sức tránh. Chúng ta phải yêu dân, kính dân thì dân mới yêu ta, kính ta."
Từ năm 2005, Việt Nam đang dần dần tiến hành cải cách hành chính. Một trong các mục tiêu đề ra là xây dựng đội ngũ cán bộ, công chức trong sạch, thực sự là công bộc của nhân dân.